# Rochus Friedrich zu Lynar (Diplomat)

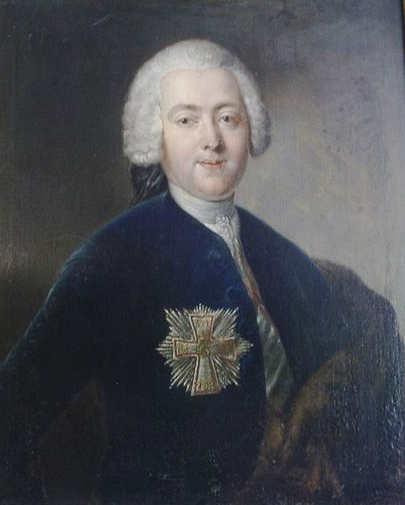
Rochus Friedrich Graf zu Lynar, um 1745. Archiv des Christianeums, Hamburg

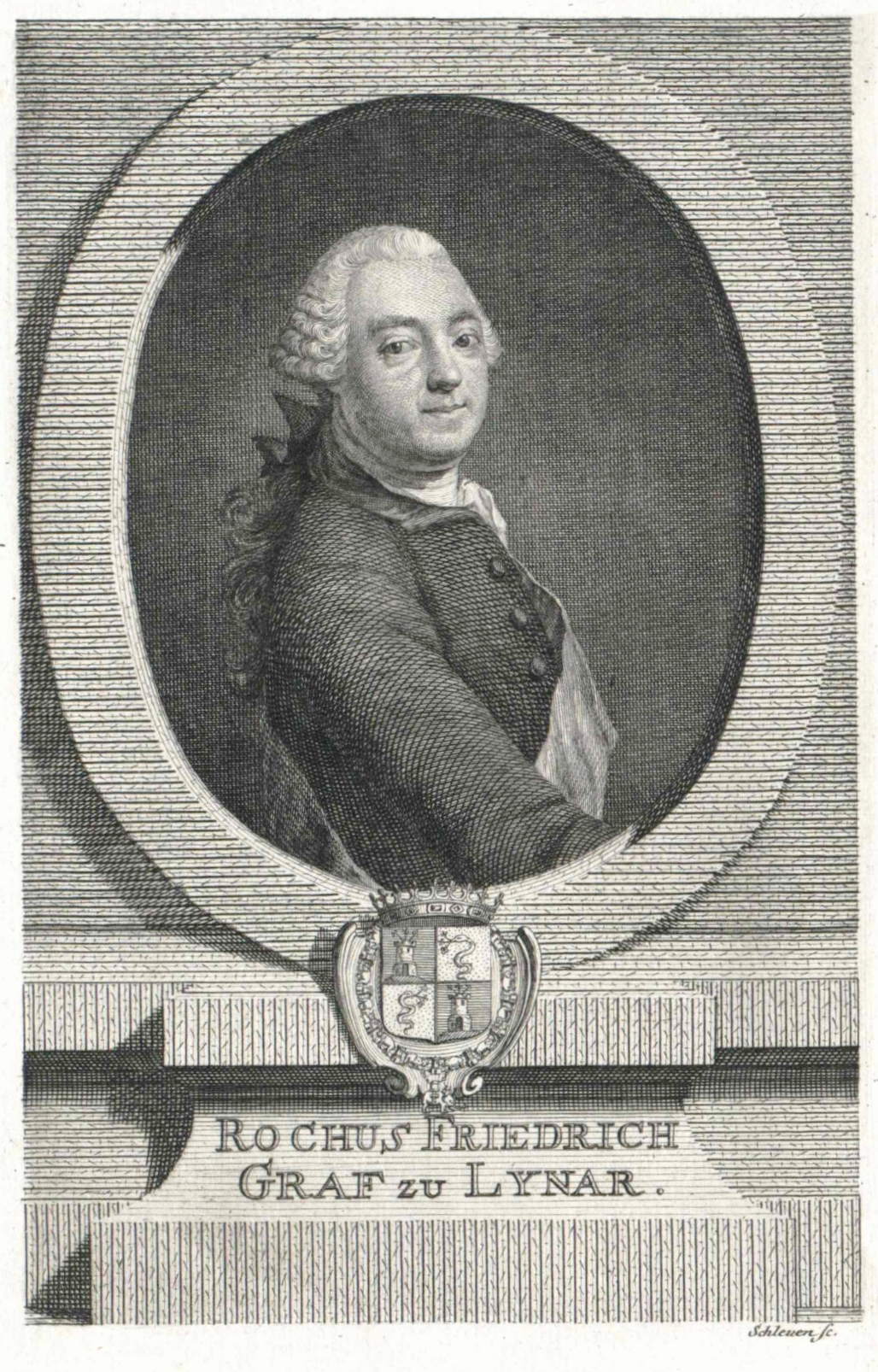
Rochus Friedrich zu Lynar, Stich von Johann David Schleuen

Rochus Friedrich Graf zu Lynar (* 16. Dezember 1708 in Lübbenau; † 13. November 1781 ebenda) war ein Diplomat im Dienste der dänischen Krone.

## Leben
Graf Rochus Friedrich stammte aus einer alten preußischen Adelsfamilie italienischen Ursprungs – den Lynar. Er war der Sohn des kursächsischen Kammerherrn und Oberamtsrates Friedrich Casimir zu Lynar (1673–1716) und dessen Frau Eva Elisabeth von Windischgrätz (1672–1745). Zuerst erhielt er bei seinem späteren Schwiegervater, dem pietistischen Grafen Heinrich XXIV. Reuß in Köstritz, zusammen mit dessen gleichaltrigem Sohn Heinrich VI. (Reuß-Köstritz) seine erste Erziehung ab dem 16. Lebensjahr. 1726 nahm er ein Studium an der Universität Jena und 1729 an der Universität Halle auf. Nachdem er seine Studien abgeschlossen hatte, unternahm er ab 1731 seine Bildungsreise nach Schweden, durch Deutschland, die Niederlande, Frankreich und England, wobei er die jeweiligen politischen Lagen beobachtete. 1733 ging er nach Kopenhagen, wo er dank der guten Beziehungen seines Ziehvaters zu den pietistischen Kreisen am Kopenhagener Hof in die Deutsche Kanzlei eintrat und zum Kammerherrn ernannt wurde. 1734 war er auf einer diplomatischen Mission in Ostfriesland, wo er die Fürstin Sophie Karoline von Ostfriesland, eine Schwester der dänischen Königin Sophie Magdalene, betreute und mit Carl Edzard, dem letzten ostfriesischen Fürst der Grafschaft Ostfriesland, einen Sukzessionsvertrag aushandelte.
1735 war er als dänischer Gesandter in Stockholm tätig und wurde 1739 mit dem Dannebrogorden ausgezeichnet. Nach dem Abbruch dänisch-schwedischer Bündnisverhandlungen kehrte er 1740 zurück nach Kopenhagen und wurde von König Christian VI. von Dänemark am Obergericht in Gottorp eingesetzt. Nachdem er von diesem 1742 das Amt Steinburg übernommen hatte, ernannte man ihn zum Kanzler und Präsidenten der Regierung des Herzogtums Holstein. Zudem erhielt er 1746 eine Ernennung zum wirklichen Geheimrat und bekam 1749 eine Mission am Hof zu St. Petersburg übertragen, die die langjährigen Streitigkeiten mit dem Herzog von Schleswig-Holstein-Gottorf durch Verhandlungen friedlich beilegen und den als Nachfolger der Zarin Elisabeth anerkannten Herzog Karl Peter Ulrich von Holstein-Gottorp, den späteren Zaren Peter III., zum Verzicht auf seine Rechte an den Herzogtümern Schleswig und Holstein bewegen sollten. Die Mission war allerdings nicht erfolgreich und wurde 1751 abgebrochen. Allerdings bereiteten Lynars Verhandlungen den späteren provisorischen Vertrag von Kopenhagen vom 22. April 1767 sowie den Definitivvertrag von Zarskoje Selo vom 1. Juni 1773 vor, durch welchen die Ziele von Lynars Verhandlungen dann erreicht wurden. Während der Verhandlungen in Petersburg war am 13. April 1750 in Kopenhagen der Staatsminister Johann Sigismund Schulin gestorben. Obwohl Lynar als Nachfolger vorgesehen war, wurde die Ernennung im Juni 1750 durch eine Intrige rückgängig gemacht und König Friedrich V. bestimmte Johann Hartwig Ernst von Bernstorff zu Schulins Nachfolger. Lynar, ab Februar 1750 außerordentlicher Gesandter am Zarenhof, wurde bei seiner Rückkehr aus St. Petersburg im März 1752 zwar mit großen Auszeichnungen empfangen, die bereits sicher gewähnte Karriere zum Staatsminister blieb ihm allerdings verwehrt und er wurde stattdessen vom König zum Statthalter und Oberlanddrost der Grafschaften Oldenburg und Delmenhorst ernannt und nach Oldenburg strafversetzt. Seine Ämter in Holstein übernahm Christoph Ernst von Beulwitz, der bis dahin Oldenburgischer Oberlanddrost gewesen war.
Die Grafschaft Oldenburg war seit dem Tode des Grafen Anton Günther im Jahr 1667 unter der Regentschaft der dänischen Krone. Lynar war dort 13 Jahre (von 1752 bis 1765) Statthalter, nachdem die Position seit 1680 unbesetzt geblieben war. In dieser Zeit widmete er sich literarischen Studien und dem Verfassen von theologischen Abhandlungen. 1761 schrieb er die für die moralische Erbauung seiner Bediensteten gedachte Geschichtensammlung Der Sonderling, die auch drei Erzählungen enthält, die gemeinhin dem „Lügenbaron“ Münchhausen zugeschrieben werden. Der erfahrene Diplomat handelte während des Siebenjährigen Krieges im September 1757 auf dem westlichen Kriegsschauplatz nach der Schlacht von Hastenbeck im Auftrage des dänischen Königs die Konvention von Kloster Zeven zwischen Frankreich und der anglo-hannoverschen Koalition aus. Anschließend lehnten jedoch die beiden Regierungen die Ratifizierung der Konvention ab, sodass Lynar, wie zuvor in St. Petersburg, mit seinen Bemühungen gescheitert war.
Die Interessen der Oldenburger Bürger vernachlässigte Lynar während dieser Zeit dabei. Durch die Erhebung ständig neuer Steuern belastete er das verständnislose Volk immer mehr. Er kaufte unter fragwürdigen Umständen Grundstücke von Bauern aus Rastede (nördlich von Oldenburg) und ließ sich andere Grundstücke, die noch im Besitz der Regierung waren, in seinen Privatbesitz überschreiben. Weiterhin ließ er Abgaben für die Befreiung vom Militärdienst zu Unrecht eintreiben. Diese dubiose Bereicherung und anderes unehrenhaftes Verhalten reichten im Jahr 1765 für einige Anklagen von der dänischen Rentkammer, seine Amtsenthebung und die Streichung seiner Pensionsbezüge. Ungerechtfertigt erhobene Geldbeträge musste er wieder zurückzahlen. Als sein Nachfolger wurde Henning von Qualen eingesetzt.

„Im Jahre 1752 wurde der Graf Lynar an die Spitze der oldenburgischen Regierungskanzlei gestellt.  [...] Zwei Dinge aber waren es vorzüglich, welche den Groll pflanzten, der noch zur Zeit meiner Jugend [um 1800] mit seinem Wurzelgewebe alle Gemüter durchzog: die Art und Weise, wie das Jagdrecht geübt wurde und die Kopfsteuer. Hirsche und wilde Schweine mussten in den herrschaftlichen Waldungen in großer Zahl gehegt werden, um den Forderungen der Herren in Kopenhagen und Oldenburg genügen zu können. Die Bauern hielten es für ein heiliges Naturrecht, ihre Besitzungen gegen die Verwüstungen dieser Tiere durch Niederschießen derselben zu schützen. Daraus ging ein böser, blutiger Kampf mit den herrschaftlichen Förstern und ihren Forstknechten hervor. Die harten Bestrafungen empörten die Gemüter nur noch mehr, und die kommandierten Predigten der servilen lutherischen Geistlichen dagegen halfen nichts; denn auch die Frauen teilten die Erbitterung der Männer.“

Einige Zeit später verkaufte er den Rasteder Besitz samt Schloss Rastede an den Justizrat Christoph Römer, der zu dieser Zeit einer der reichsten Männer des Landes war. Im Frühjahr 1766 zog er daraufhin nach Lübbenau in das Stammschloss seiner Familie. Durch den Tod seines Bruders Moritz Karl zu Lynar 1768 gelangte er dann auch an dessen Lübbenauer Besitzungen. In seinen letzten Jahren veröffentlichte Lynar verschiedene Schriften, unternahm Reisen und unterhielt eine weitverzweigte Korrespondenz.

## Wertung
Das Urteil über Lynar ist kontrovers. Wegen seiner Eitelkeit, seiner oft nicht überzeugenden Religiosität und seiner Neigung, Sündenböcke für eigene Misserfolge zu suchen, wurde er scharf kritisiert. Katharina II. von Russland und Friedrich II. von Preußen erwähnen ihn in negativer Weise in ihren Memoiren und auch das Urteil Peter Friedrich Ludwigs von Oldenburg ist negativ. Andreas Peter von Bernstorff, der Neffe von Lynars erklärtem Widersacher am dänischen Hof Johann Hartwig Ernst von Bernstorff, äußerte bei der Nachricht seines Todes, die Welt sei von dem größten Heuchler aller Zeiten befreit worden. Daneben wurde Lynar aber für seine große Begabung, seine profunde Bildung, seine glänzende Erscheinung und Frömmigkeit auch bewundert.
Eine Gedenktafel für Graf Rochus Friedrich zu Lynar befindet sich in der Kirche St. Nikolai zu Lübbenau.

## Familie
Verheiratet war er seit 22. Mai 1735 mit Sophie Marie Helene (* 30. November 1712; † 18. Februar 1781), Tochter des Grafen Heinrich XXIV. Reuß zu Köstritz. Zusammen hatten sie zwölf Kinder. Bekannt sind:
- Friedrich Ulrich  (* 16. März 1736; † 21. Juni 1807), königlich dänischer Kammerherr
- Christian Ernst (* 6. Februar 1742; † 28. April 1784), Ritter des Johanniterordens
- Charlotta Wilhelmina Isabella (* 20. Juli 1743; † 16. August 1811)
- Rochus (* 18. März 1745; † 30. Januar 1824), königlich dänischer Generaladjutant
- Heinrich Kasimir Gottlob zu Lynar (* 7. Mai 1748; † 19. September 1796), Schriftsteller
- Moritz Ludwig Ernst (* 15. Dezember 1754; † 15. August 1807), ebenfalls in königlich dänischen Kriegsdiensten, 1806 in den Fürstenstand erhoben

## Werke
- Seneca, von der Gnade, übersetzt mit Anmerkungen. Hamburg 1753.
- Seneca, von der Kürze des Lebens. Hamburg 1754.
- Versuch einer Paraphrasis des Briefes Pauli an die Römer. 1754.
- Erklärende Umschreibung des Briefes an die Ebräer. Bremen 1756.
- Der Sonderling. Hannover 1761. Volltext in der Google-Buchsuche.
- L'homme singulier a Copenhague. 1771. (französisch)
- Erklärende Umschreibung sämmtlicher apostolischer Briefe. Halle 1765.
- Rede bei der kurfürstlichen Huldigung in Lübben. 1768.
- Erklärende Beschreibung des Evangelii Johannis. 1770.
- Erklärende Umschreibung der vier Evangelisten. Halle 1775.
- Neue Miscellaneen, historischen, politischen, moralischen, auch sonst verschiedenen Inhalts. 2 Stücke. Leipzig 1775.
- Des weiland Grafen Rochus Friedrich zu Lynar hinterlassene Staatsschriften und andere Aufsätze. 2 Bände. Hamburg 1793.